# Sarah Myriam Mazouz

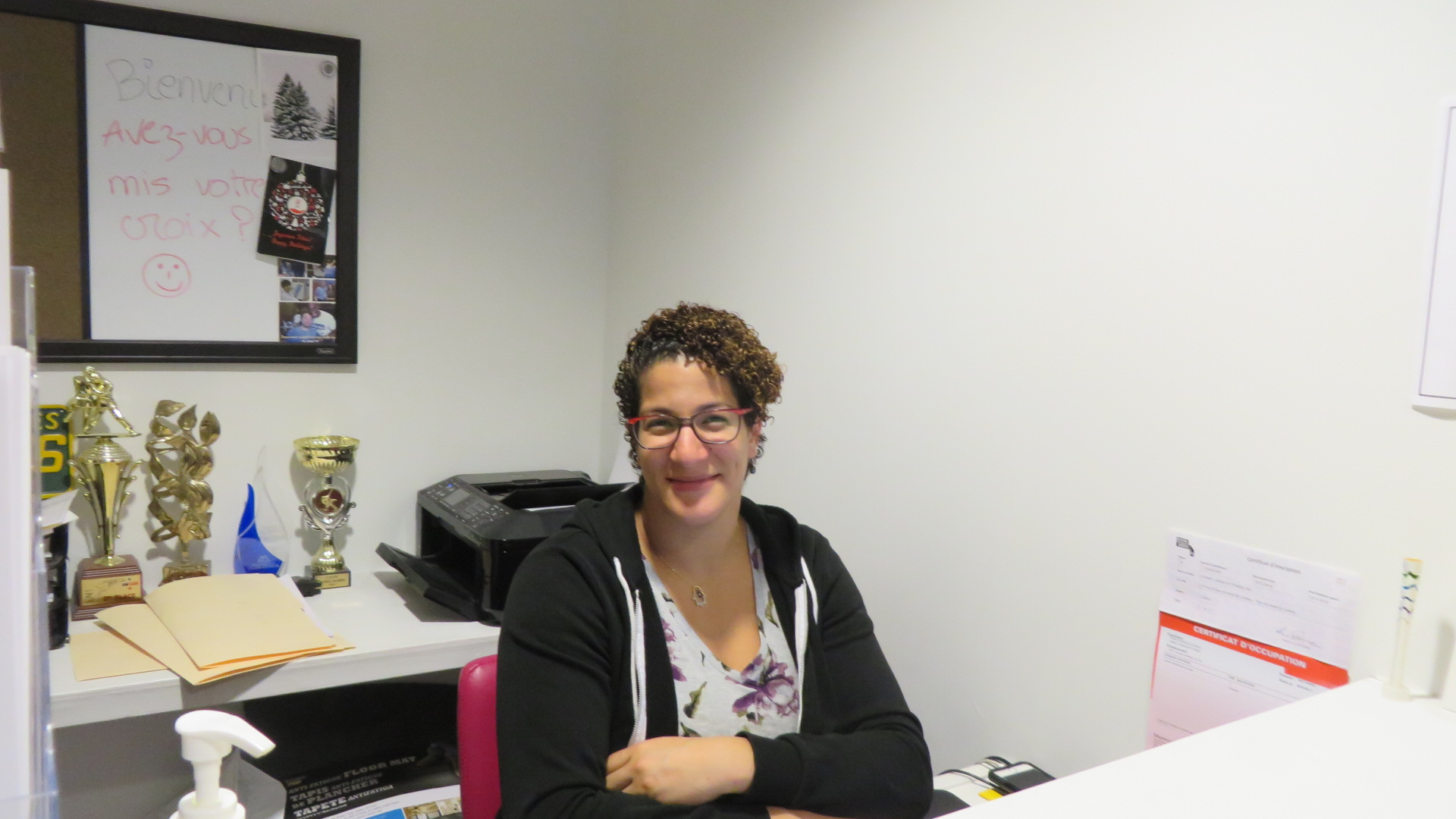
Sarah Myriam Mazouz, 2017 in Montreal

Sarah Myriam Mazouz (geboren am 29. April 1987 in Franceville, Gabun) ist eine gabunische Judoka. 2019 gewann sie den Titel im Halbschwergewicht bei den Afrikaspielen.

## Sportliche Karriere
Die 1,77 m große Mazouz war 2012 kanadische Meisterin im Mittelgewicht, der Gewichtsklasse bis 70 Kilogramm. Seit 2014 tritt sie für Gabun im Halbschwergewicht an, der Gewichtsklasse bis 78 Kilogramm.
Bei den Afrikameisterschaften 2014 in Port Louis gewann sie die Silbermedaille hinter der Algerierin Kaouthar Ouallal. Ein Jahr später fanden die Afrikameisterschaften 2015 in Libreville statt. Wieder gewann Ouallal vor Mazouz, wobei Mazouz die einzige Medaille für das Gastgeberland gewann. 2016 in Tunis erkämpfte Mazouz eine Bronzemedaille. Bei den Olympischen Spielen 2016 in Rio de Janeiro schied Mazouz in ihrem Auftaktkampf gegen die Britin Natalie Powell aus.
Nach einem Jahr Wettkampfpause belegte Mazouz bei den Afrikameisterschaften 2018 in Tunis den fünften Platz. Im Jahr darauf bei den Afrikameisterschaften in Kapstadt erkämpfte sie wieder eine Bronzemedaille. Vier Monate später bei den Afrikaspielen in Marokko bezwang Mazouz im Halbfinale Kaouthar Ouallal, im Finale siegte sie gegen die Südafrikanerin Unelle Snyman. Zwei Wochen später schied sie bei den Weltmeisterschaften in Tokio im Achtelfinale gegen die Brasilianerin Mayra Aguiar aus.
Ende 2020 bei den Afrikameisterschaften in Antananarivo unterlag Mazouz im Finale Marie Branser aus der Demokratischen Republik Kongo. Im Juni 2021 schied Mazouz bei den Weltmeisterschaften in Budapest im Achtelfinale gegen die Japanerin Mami Umeki aus. Bei den Olympischen Spielen in Tokio unterlag sie in ihrem Auftaktkampf der Polin Beata Pacut.